# Moritz Katzenstein
Moritz Katzenstein (* 14. August 1872 in Rotenburg an der Fulda; † 23. März 1932 in Berlin) war ein deutscher Chirurg.

## Leben
Katzenstein war seit 1913 außerordentlicher Professor an der Universität Berlin und seit 1920 Direktor der II. Chirurgischen Abteilung am Städtischen Krankenhaus im Friedrichshain.
Er entwickelte neue Operationsmethoden, zum Beispiel die in Deutschland am 7. Februar 1900 erstmals durchgeführte Refixation, das Wiederannähen eines abgerissenen Meniskus. Die Katzensteinsche Methode zur Funktionsprüfung des Herzens ist nach ihm benannt. 1905 publizierte er seine Ergebnisse zur Verursachung eines Bluthochdrucks durch Drosselung von Nierengefäßen.

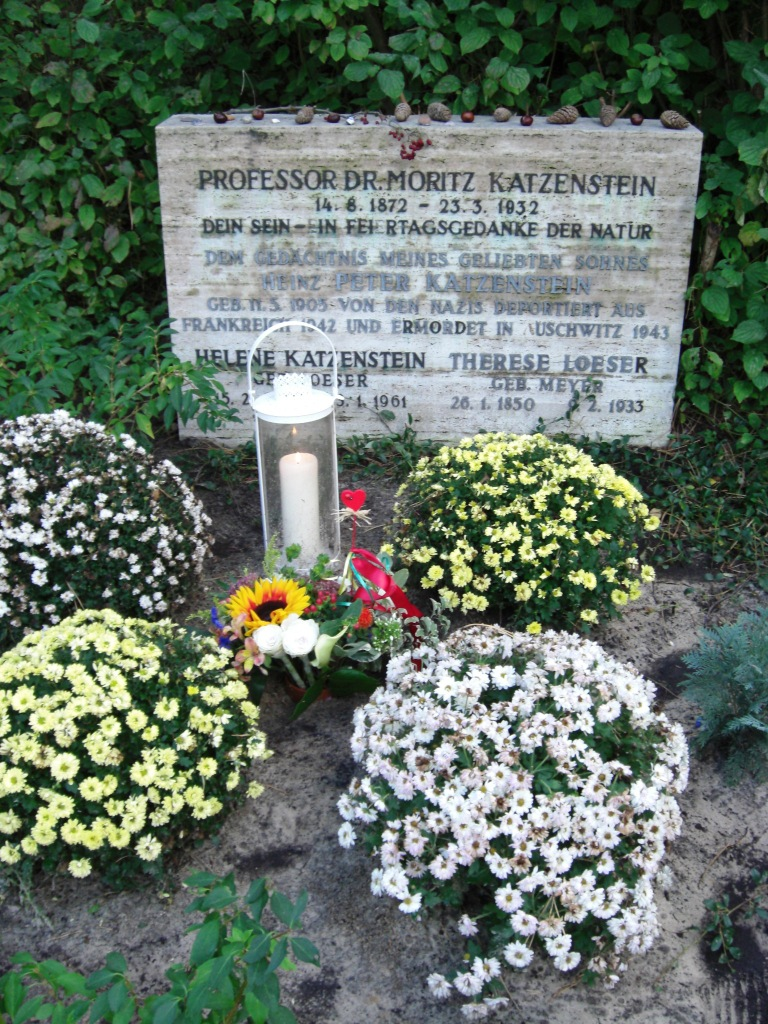
Grab von Moritz Katzenstein auf dem Friedhof Heerstraße in Berlin-Westend

Moritz Katzenstein starb 1932 im Alter von 59 Jahren in Berlin. Sein Grab befindet sich auf dem landeseigenen Friedhof Heerstraße in Berlin-Westend (Grablage: 5-B-1a).